# Jarosław Centek
Jarosław Centek (ur. 10 maja 1980 w Toruniu, zm. 29 października 2023 tamże) – polski historyk. Od 2008 roku pracownik w Katedrze (dawniej zakładzie) Historii Wojskowej Instytutu Historii i Archiwistyki na Wydziale Nauk Historycznych Uniwersytetu Mikołaja Kopernika w Toruniu. Profesor nadzwyczajny Uniwersytetu Mikołaja Kopernika w Toruniu. Filister Korporacji Akademickiej Kujawja.

## Życiorys
W latach 1995–1999 uczeń V Liceum Ogólnokształcącym w Toruniu. W latach 1999–2004 student, następnie doktorant historii Wydziału Nauk Historycznych Uniwersytetu Mikołaja Kopernika w Toruniu. W trakcie studiów w semestrze zimowym 2003/2004 uczestnik programu „Socrates”, w ramach którego studiował na Universität Potsdam. W trakcie studiów w latach 2001–2004 był prezesem Studenckiego Koła Naukowego Miłośników Dawnego Oręża i Ubioru Wojskowego.
Pracę doktorską obronił w 2008 roku. Po uzyskaniu stopnia doktora, został pracownikiem na Wydziale Nauk Historycznych UMK. W styczniu 2016 rozpoczął postępowanie habilitacyjne, zakończone nadaniem stopnia doktora habilitowanego w dziedzinie nauk humanistycznych w dyscyplinie historia 18 października 2016 roku. Był kierownikiem naukowym konferencji „ARTYLERIA – Bóg Wojny (taktyka, uzbrojenie, dowódcy)”. Zmarł 29 października 2023 roku po długiej chorobie.

## Wybrane publikacje[6]
- Marna 1914, Warszawa 2021;
- Bitwa pod Gorlicami. Studia z perspektywy stulecia, pod red. Jarosława Centka, Sławomira Kułacza, Kamila Ruszały, Gorlice 2015;
- Korpus Gwardii w bitwie pod Gorlicami, Warszawa 2015;
- Somma 1916, Warszawa 2011;
- Verdun 1916, Warszawa 2009 – seria Historyczne Bitwy;
- Hans von Seeckt. Twórca Reichsheer. 1866-1936, Kraków 2006;
- Ciężkie karabiny maszynowe I wojny światowej, Zeszyty Naukowe Koła Podchorążych WSO im. gen. J. Bema, 2001, s. 146–161;
- Podręcznik Poznać przeszłość. Wojna i wojskowość. Podręcznik do historii i społeczeństwa dla liceum ogólnokształcącego i technikum, wyd. 1, Warszawa 2014; wyd. 2, Warszawa 2015[1]

## Działalność recenzyjna
W ramach działalności naukowej prowadził kanały w serwisie YouTube w języku polskim i angielskim. Na kanale polskojęzycznym publikowane były filmy recenzujące publikacje, wskazówki dla studentów oraz wywiady z naukowcami.

## Odznaczenia
- Brązowy Medal za Długoletnią Służbę[8] (2023)